# Idan Raichel
Idan Raichel (en hebreo: עידן רייכל), nacido el 12 de septiembre de 1977 en Kfar Saba (Israel) es un cantante y músico israelí. Alcanzó una gran fama en su país natal gracias a su proyecto musical conocido internacionalmente como "The Idan Raichel Project" (en hebreo: הפרוייקט של עידן רייכל) y distinguido por su fusión de jazz, baladas, música electrónica y música tradicional etíope y sefardí. Antes de iniciar su propio proyecto, Raichel trabajaba tocando el teclado electrónico para otros músicos. También tenía habilidad para tocar el acordeón, y había ganado cierto reconocimiento por sus trabajos en colaboración con el cantautor de música popular Ivri Lider. Sus ventas totales superan las 300.000 copias.

## Infancia y juventud
Idan Raichel nació en una familia asquenazí en Kfar Saba, Israel. Raichel comenzó a tocar el acordeón a la edad de nueve años. Pronto se sintió atraído por la música gitana y el tango, y estudió piano en la escuela secundaria, que le hizo mejorar sus habilidades de improvisación y capacidad colaborativa con otros músicos.
A los 18 años, Idan entró en el ejército israelí, como es obligatorio para todos los israelíes de esa edad. Fue en este contexto militar en el que Raichel desarrolló las habilidades musicales que más tarde le resultaron útiles. Idan se unió a la banda de rock del Ejército, fue de gira por bases militares realizando versiones de éxitos pop israelíes y occidentales. Como director musical del grupo, se convirtió en un experto en arreglos y producción de espectáculos en vivo.

## Carrera profesional
Tras el servicio militar, Raichel se convirtió en consejero en un internado para inmigrantes y jóvenes con problemas. La escuela contaba con muchos jóvenes judíos de Etiopía, quienes lo introdujeron a las tradiciones etíopes y música pop. Si bien muchas de las personas en la escuela rechazaban sus propias tradiciones culturales en un esfuerzo por integrarse en la sociedad israelí, un pequeño grupo de adolescentes seguían siendo fanes de la música de Etiopía, intercambiando los casetes de canciones de Mahmoud Ahmed, Aster Aweke y Ejigayehu Shibabaw. Después de escucharlos, Raichel comenzó a frecuentar los bares y clubes etíopes en Tel Aviv. En abril de 2007, Raichel viajó con la ONG "Save a child's heart" a Ruanda y a Etiopía.

## Proyecto Idan Raichel
El sello discográfico Helicon Records lanzó el primer álbum de Idan Raichel's Project en el año 2002. El mismo Idan Raichel tocaba el teclado, cantaba y era autor de varias de las letras y la música, dejando el resto a otros músicos, como Ivri Lider, que aparecen como intérpretes invitados en los sencillos. 
Entre los sencillos promocionados en Israel se pueden mencionar: Boi (בואי / Ven), Im telej (אם תלך / Si tú vas) y Medabrim Besheket (מדברים בשקט / Hablando silenciosamente).
En este momento la fama alcanzada en Israel le trajo la atención de las comunidades judías esparcidas por todo el mundo, concretamente del público joven.
La mayoría de las canciones compuestas por el grupo están en hebreo. Sin embargo se ha vuelto característico del mismo el uso del en amhárico para las letras completas de algunas canciones o partes de otras, indistintamente interpretadas por voces masculinas (en su mayoría el mismo Idan) o femeninas.
Otra característica es la de hacer versiones actuales para los sonidos tradicionales etíopes. También predominan entre sus letras los temas románticos, principalmente en las canciones en hebreo. Como ejemplo de esto tenemos Hinech Yafah (הינך יפה / Arte mil veces justo), basado en el Cantar de los Cantares. Por otro lado está el uso de temas religiosos judíos, como en la canción Berajot lshanah jadashá (ברכות לשנה חדשה / Bendiciones de año nuevo), que toma elementos litúrgicos judíos e intercala vocales recitando rezos tradicionales.

## Mimaamakim
En 2005 se lanzó su segundo álbum, Mimaamakim (ממעמקים / Desde las profundidades). Una versión menor del disco con algunos sencillos había sido editada a finales de 2005. El primer sencillo en ser promocionado, Mi'ma'amakim, daba nombre al álbum y recibió tanta atención de los medios y del público como los trabajos anteriores. La canción tiene reminiscencias del Salmo 130, tradicionalmente recitado por los judíos en momentos en los que requerían de socorro.
La primera y la última canción del álbum son colaboraciones con la popular cantante israelí Shoshana Damari.
Este disco también llama la atención debido a que a Raichel engrosa su repertorio lingüístico introduciendo letras en árabe (en la canción Azini), en hindi (en Milim yafot meele), una variante yemení del hebreo y una lengua de África (en Siyaishaya ingoma).

## Lanzamiento internacional
En noviembre de 2006 se lanzó una recopilación de los trabajos anteriores de su banda a nivel internacional, bajo el auspicio de un nuevo sello discográfico llamado Cumbancha. El disco compacto apareció con el mismo nombre de la banda, traducido al inglés: The Idan Raichel Project. En el nuevo disco se incluyeron traducciones al inglés de las letras originales en hebreo, mientras que una versión posterior del disco contaba los vídeos de la banda.

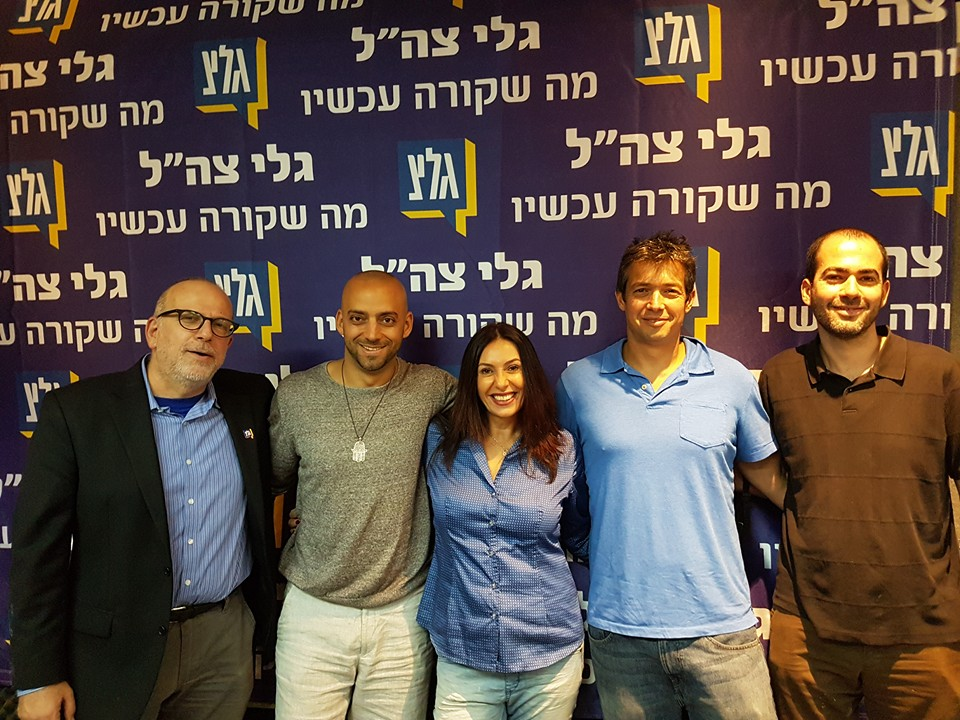
Idan Raichel en Atmy Radio, 2016
Yaron Deckel, Idan Raichel, Miri Regev, Yoaz Hendel, Dr. Asael Lubotzky

## Opiniones políticas
Raichel sostiene que los artistas israelíes deben desempeñar un papel activo en la defensa de los puntos de vista del Estado de Israel.
A través de su cuenta en Instagram, defendió a Doron Zahavi (nombre en código: Captain George), responsable de interrogatorios de la Unidad 504 de la inteligencia militar israelí, acusado de torturas y sodomía durante el interrogatorio de un prisionero palestino, Mustafa Dirani.
En este contexto, Raichel escribe "No me importa cómo obtuvo la información 'George'" y añade "en lugar de recibir una medalla por su valor, se ve obligado a defender su nombre. Es una vergüenza".
En una entrevista reciente, en Yedioth Ahronoth, Raichel fue consultado sobre esto y dijo: "Si usted tuviera una hija y alguien la secuestrara, usted lo interrogaría teniendo en cuenta que la vida de su hija está en riesgo. Si ella fuera mi hija, haría lo que fuera necesario para saber dónde está y para obtener la información que le salve la vida, sin importar si esa persona es musulmana, judía o cristiana."

## Discografía

### Álbumes
| Año  | Álbum                                            | Acreditación en Israel     |
| ---- | ------------------------------------------------ | -------------------------- |
| 2002 | Idan Raichel's Project                           | 3 veces Álbum de Platino   |
| 2005 | Mimaamakim                                       | 2 veces Álbum de Platino   |
| 2008 | The Idan Raichel Project (Versión Internacional) | Sin información disponible |
| 2009 | Within My Walls                                  | Sin información disponible |
| 2013 | Quarter to Six                                   | Sin información disponible |